# رتس
رتس (به آلمانی: Retz) یک شهر در اتریش است که در ناحیه هولابرون واقع شده‌است. رتس ۴٬۱۶۸ نفر جمعیت دارد.

## خواهرخوانده
شهرهای روتس و زنویمو خواهرخوانده‌های رتس هستند.